# Arciechów (Wołomin)
Pour les articles homonymes, voir Arciechów.
Arciechów ( Arciechów ) est un village polonais situé dans la gmina de Radzymin dans le powiat de Wołomin et en voïvodie de Mazovie dans le centre-est de la Pologne.
Il se situe à environ 12 kilomètres au nord-ouest de Radzymin, 20 kilomètres au nord-ouest de Wołomin (siège de la powiat), et à 32 kilomètres de Varsovie (capitale de la Pologne)

## Histoire
De 1975 à 1998, le village appartenait administrativement à la voïvodie de Varsovie.